# Vijender Singh
Vijender Singh Beniwal (29 ottobre 1985) è un pugile indiano.

## Palmarès

### Olimpiadi
- 1 medaglia:
  - 1 bronzo (Pechino 2008 nei pesi medi)

### Mondiali dilettanti
- 1 medaglia:
  - 1 bronzo (Milano 2009 nei pesi medi)

### Giochi del Commonwealth
- 3 medaglie:
  - 2 argenti (Melbourne 2006 nei pesi welter; Glasgow 2014 nei pesi medi)
  - 1 bronzo (Delhi 2010 nei pesi medi)

### Giochi asiatici
- 2 medaglie:
  - 1 oro (Canton 2010 nei pesi medi)
  - 1 bronzo (Doha 2006 nei pesi medi)

### Campionati asiatici
- 2 medaglie:
  - 1 argento (2007 nei pesi medi)
  - 1 bronzo (2009 nei pesi medi)